# 15246 Kumeta
15246 Kumeta è un asteroide della fascia principale. Scoperto nel 1989, presenta un'orbita caratterizzata da un semiasse maggiore pari a 2,6304116 UA e da un'eccentricità di 0,2027483, inclinata di 3,63638° rispetto all'eclittica.